# Shaolin Sándor Liu
Shaolin Sándor Liu (čínsky 刘少林; pinyin Liú Shàolín; * 20. listopadu 1995 Budapešť) je maďarský bruslař, reprezentant v short tracku a olympijský vítěz z roku 2018.
Je synem čínského otce a maďarské matky, jeho mladší bratr Shaoang Liu je také rychlobruslařem na krátké dráze. Původně se věnoval závodně plavání, ze zdravotních důvodů se rozhodl dát přednost short tracku. Je členem klubu MTK Budapešť.
V roce 2014 se stal juniorským mistrem světa na 500 m. Na mistrovství světa v short tracku v roce 2016 vyhrál závod na 500 m a v roce 2018 na 3000 m, na mistrovství Evropy v short tracku získal zlatou medaili v roce 2017 na kilometrové trati a v roce 2019 na 1500 m, ve štafetě na 5000 m a ve víceboji. Na olympiádě 2018 v Pchjongčchangu obsadil páté místo v individuálním závodě na 500 m a v závodě na 1000 m byl ve finále diskvalifikován. S maďarským týmem, který kromě něj tvořili Shaoang Liu, Viktor Knoch a Csaba Burján, pak nečekaně vyhráli štafetový závod na 5000 m v olympijském rekordu 6:31,971 a získali tak pro svou zemi historicky první zlato ze zimní olympiády.
V roce 2018 byl vyhlášen maďarským sportovcem roku.